# Иванова, Алевтина Михайловна
Алевти́на Миха́йловна Иванова (род. 22 мая 1975, Воскресенский, Марийская АССР) — российская легкоатлетка, которая специализировалась на длинных дистанциях и марафоне. Победила на Пражском международном марафоне (в 2002 году) и Олимпийском памятном марафоне в Нагано (в 2007 и 2008 годах). Иванова много выступала на пробегах в США и выиграла Beach to Beacon 10K, Crim 10-Mile Race, News and Sentinel Half Marathon и America’s Finest City Half Marathon. Представляла Россию на международных соревнованиях по кроссу, была лучшей в Европе в короткой гонке на чемпионате мира по кроссу 2005 года (10 место в общем зачёте) и принимала участие в чемпионате Европы по кроссу 2006 года (16 место). Помимо профессиональных соревнований она выступала в качестве пейсмейкера на крупных марафонах в Японии.

## Карьера
Дебютировала на классической марафонской дистанции в 2002 году на Пражском международном марафоне и победила, финишировав за 2:32.24. Она улучшила своё время на Амстердамском марафоне в октябре 2002 года, где заняла шестое место (финишировав за 2:30.25), а затем она заняла третье место на Гонолульском марафоне. В 2003 году впервые приняла участие в Олимпийском памятном марафоне в Нагано и финишировала на втором месте, уступив соотечественнице Мадине Биктагировой с личным лучшим временем 2:29.05. Она также участвовала в Дублинском марафоне (заняв четвёртое место) и вернулась в Гонолулу, где поднялась на второе место. На «Park Forest Scenic 10» в Иллинойсе (США), выиграла 10-мильное (16 км) соревнование пробежав за 53.18.
В 2004 году участвовала во втором своёи марафоне в Нагано, заняв четвёртое место. Тур по США начала в августе 2004 года с третьего места на Beach to Beacon 10K, затем, на следующей неделе, одержала победу на 7-мильном (11,264 км) Falmouth Road Race, победила на America’s Finest City Half Marathon, а затем победила всех на полумарафоне News and Sentinel в Паркерсберге (штат Западная Виргиния) неделю спустя. Завершила год, заняв четвёртое место на Гонолулуском марафоне.
В начале 2005 года она выиграла чемпионат России по бегу по пересечённой местности и приняла участие в чемпионате мира по бегу по пересечённой местности 2005 года.
В начале 2006 года установила рекорд на трассе «Uptown Run» в Далласе, выиграв гонку на 8 км за 25.16.
На марафоне в Нагано в 2007 году установила новый личный рекорд (2:27.49) обогнав Дире Туне. Иванова впервые участвовала в соревнованиях в Индии на полумарафоне в Дели и заняла восьмое место. На марафоне в Нагано в следующем году она не только защитила свой титул, но и улучшила результат (2:26.39). Ей удалось финишировать на втором месте за Хеленой Кироп на Пражском марафоне 2010 года, пробежав за 2:27.36. На женском марафоне в Иокогаме в 2011 году была шестой.

## Результаты

### Личные рекорды
| Дистанция   | Время   | Место         | Дата           |
| ----------- | ------- | ------------- | -------------- |
| 10 км       | 31.26   | Кейп-Элизабет | 5 августа 2006 |
| Полумарафон | 1:11.08 | Нагоя         | 12 марта 2006  |
| Марафон     | 2:26.38 | Нагано        | 20 апреля 2008 |

### Комментарии
1. 1 2  на неутверждённой трассе